# Loge (Zuschauerraum)

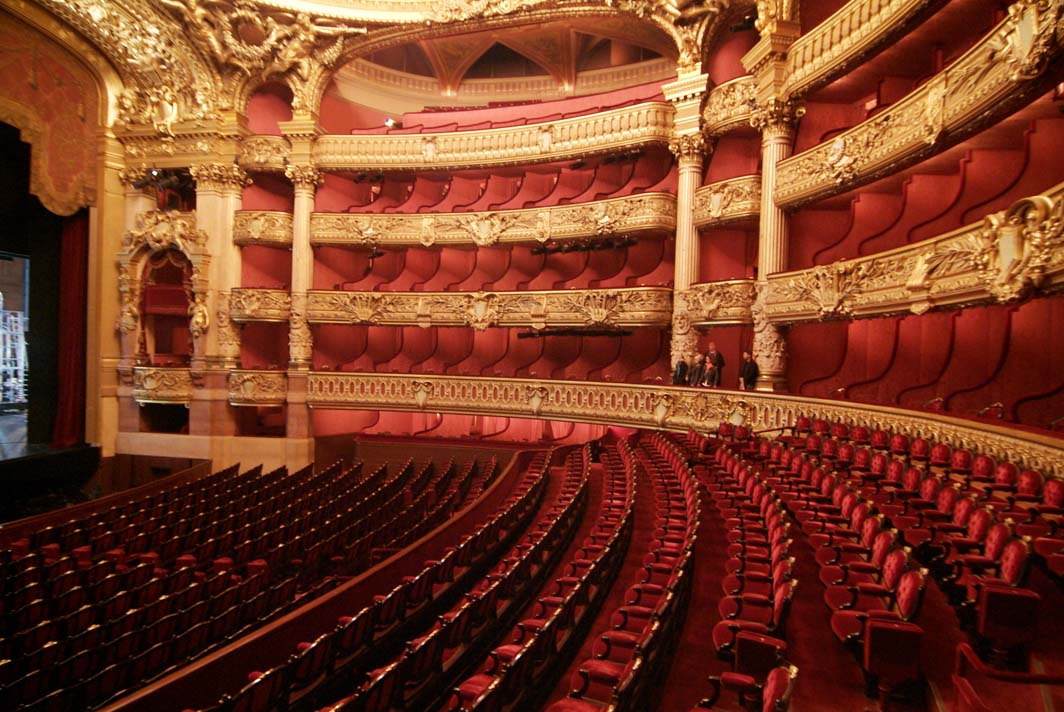
Die Zuschauerlogen im Saal der Pariser Opéra Garnier untergliedern sich in die hinter den Parkettsitzen erkennbaren Parterre- oder Parkettlogen, die nach den vier Rängen der entsprechenden Obergeschosse von unten nach oben als erste, zweite, dritte und vierte Logen bezeichneten Räume und die vor der Bühne über dem Orchestergraben befindlichen Ehren- oder Proszeniumlogen, von denen die rechte, ursprünglich für Napoléon III. vorgesehene Kaiserloge zu sehen ist. Letzterer liegt – außerhalb des Bildes – eine ebensolche, für Kaiserin Eugénie und ihr Gefolge vorgesehene Ehrenloge gegenüber. In Sälen, die keine Proszeniumlogen besitzen, dient die mittlere der ersten Logen als Ehrenloge. Als Balkon wird der erhöhte Bereich des Parketts bezeichnet.

Eine Loge ist ein kleiner, an die Rück- oder Seitenwände im Inneren des Zuschauerraumes eines Theaters, Opernhauses oder Kinos gebauter, zur Bühne hin offener Raum mit mehreren Sitzplätzen. Theater, in deren Zuschauerräumen Logen überwiegen, werden Logentheater genannt. Logen existieren auch in Stadien und ebenso in Kirchen als Patronatsloge oder in Form einer Prieche.

## Beschaffenheit
Im Brockhaus Bilder-Conversations-Lexikon von 1838 heißt es, Loge „nennt man die in einem Schauspielhause an den Wänden desselben bis zur Bühne herumlaufenden und nach dieser zu offenen Gänge“. Ergänzend heißt es in Meyers Großem Konversations-Lexikon von 1908, Logen sind „ein nach einer Seite offenes Kabinett … die durch Scheidewände voneinander getrennten, mit gesonderten Zugängen und einer nur kleinen Zahl von Sitzplätzen versehenen Zuschauerzellen.“ Man unterscheidet hierbei noch zwischen Parterrelogen, Proszeniumslogen etc. Krünitz (1858) führt dazu aus „Solche Logen werden in Logen vom ersten, zweyten etc. etc. Range eingetheilt, je nachdem sie ihrer Lage und Bequemlichkeit wegen Vorzüge vor einander haben.“